# Unterseeboot 843
L'Unterseeboot 843 (ou U-843) est un sous-marin allemand utilisé par la Kriegsmarine pendant la Seconde Guerre mondiale.

## Historique
Après son temps d'entraînement à Stettin en Allemagne au sein de la 4. Unterseebootsflottille jusqu'au 31 octobre 1943, l'U-843 est affecté à une unité de combat à la base sous-marine de Lorient, dans la 2. Unterseebootsflottille. 
À la suite de l'avancée des Forces Alliées en France, il est affecté dans la 33. Unterseebootsflottille à Flensbourg en Allemagne le  1er octobre 1944.
L'U-843 est coulé le 9 avril 1945 dans le Cattégat à l'Ouest de Göteborg à la position géographique de 57° 32′ N, 11° 23′ Epar des roquettes lancées d'un avion De Havilland DH.98 Mosquito de la Royal Air Force de l'escadrille Sqdn 235/A.

44 membres d'équipage meurent dans cette attaque.

## Affectations successives
- 4. Unterseebootsflottille du 24 mars 1943 au 31 octobre 1943
- 2. Unterseebootsflottille du 1er novembre 1943 au 30 septembre 1944
- 33. Unterseebootsflottille du 1er octobre 1944 au 9 avril 1945]

## Commandement
- Kapitänleutnant Oskar Herwartz du 24 mars 1943 au 9 avril 1945

## Navires coulés
L'U-843 a coulé le navire marchand britannique Nebraska de 8 261 tonneaux au cours des 4 patrouilles qu'il effectua.

## Sources
- (en) « U-843 », sur Uboat.net